# رالف كيلرمان
رالف كيلرمان (بالألمانية: Ralf Kellermann)‏ هو مدرب كرة قدم ولاعب كرة قدم ألماني، ولد في 24 سبتمبر 1968 في دويسبورغ في ألمانيا. لعب مع إف إس في فرانكفورت وبادربورن 07 ونادي دويسبورغ ونادي فولفسبورغ للسيدات.

## وصلات خارجية
- رالف كيلرمان على موقع قاعدة بيانات كرة القدم.إي يو (الإنجليزية)
- رالف كيلرمان على موقع بيانات كرة القدم. دي إي (الألمانية)
- رالف كيلرمان على موقع عالم كرة القدم.نت (الإنجليزية)